# Romowie w Tunezji
Romowie w Tunezji mówią w języku domari. Wyemigrowali na terytorium dzisiejszej Tunezji z Azji Południowej, zwłaszcza z Indii, w czasach bizantyjskich. Romowie (Dom lub Nawar) przez stulecia odseparowali się od dominującej kultury Tunezji, którzy uważają Romów za hańbę. Historycznie Cyganie w Tunezji zapewniali rozrywkę muzyczną na weselach i innych uroczystościach. Romowie lub Cyganie w Tunezji obejmują podgrupy takie jak Nawar, Halebi i Ghagar.